# Parvoscincus steerei
Parvoscincus steerei — вид сцинкоподібних ящірок родини сцинкових (Scincidae). Ендемік Філіппін.

## Поширення і екологія
Parvoscincus steerei мешкають на більшості островів Філіппінського архіпелагу. Вони живуть у первинних і вторинних тропічних лісах, серед опалого листя і повалених дерев. Зустрічаються на висоті від 1650 м над рівнем моря.